# 鼓楼街道 (阜阳市)
鼓楼街道，是中华人民共和国安徽省阜阳市颍州区下辖的一个乡镇级行政单位。

## 行政区划
鼓楼街道下辖以下地区：
龙潭社区、鼓楼社区、前进社区、文德社区、光华社区、青云社区、大寺社区、鹿祠社区和西关外社区。